# Malteška naranča
Malteška naranča ili Larinġ t'Għawdex je slatka naranča s otoka Gozoa na Malti.
To je vrsta naranče, koja se nalazi na zemljopisnom području malteškog otočja, na otoku Gozou. Uzgoj naranče u ovom području potječe od dolaska Arapa od 870. do 1090. Arapi su sadili naranče i uveli niz poljoprivrednih inovacija, osobito u pitanjima navodnjavanja i žetve.
Do 14. stoljeća, ova vrsta naranče, koja se uzgaja na otoku Gozou, bila je gorka. Slatku naranču donijeli su portugalski mornari, koji su je uvezli iz Indije i brzo se proširila cijelom obalom Sredozemnog mora.
Danas uzgoj naranče definira krajolik na otoku Gozou.